# Каффс
«Каффс» (англ. Kuffs) — американский комедийный боевик 1992 года, снятый режиссёром Брюсом А. Эвансом и продюсером Рейнольдом Гибсоном. Главные роли в нём сыграли Кристиан Слейтер и Тони Голдуин, а также Милла Йовович, для которой это был четвёртый художественный фильм в карьере. Дебютная работа в кино Эшли Джадд. Действие фильма происходит в Сан-Франциско и Лос-Анджелесе, штат Калифорния, в 1991 году.

## Сюжет
В центре сюжета фильма показан Джордж Каффс, безответственный 21-летний парень-недоучка из Сан-Франциско. Он сталкивается с проблемами, свалившимися на него в одночасье: он никак не может найти достойную работу, да ещё и его подружка Майя забеременела. Потеряв работу и не имея других перспектив, Джордж навещает своего брата Брэда, чтобы попросить взаймы денег. Брэд работает офицером в патрульной полиции особого назначения Сан-Франциско, подразделении гражданской вспомогательной полиции, где потенциальные офицеры сами назначают себе определённые районы и работают по найму. Брэд, не желая давать Джорджу какие-либо деньги в долг, предлагает ему присоединиться к нему в качестве патрульного в подчиняющемся ему районе и работать под его началом. Незадолго до принятия предложения Брэд был застрелен человеком по имени Кейн, которого Джордж видит держащим пистолет. Кейн бросает пистолет и уходит с места преступления, а Брэд срочно отправляется в больницу. Так герой начинает отчаянную борьбу с криминальными группировками, преступными сетями и коррумпированными полицейскими в городе.
На очной ставке Джордж идентифицировал Кейна как стрелка, но полиция вынуждена его освободить, потому что Джордж на самом деле не видел Кейна, который во время стрельбы из пистолета использовал специальные перчатки для сокрытия отпечатков пальцев. Вскоре после этого капитан Морино, друг Брэда, сообщает Джорджу, что Брэд умер от полученных травм, и что теперь его бывший район переходит к нему. Местный бизнесмен Сэм Джонс пытается купить район, чтобы он мог контролировать его, но Джордж решает оставить его себе и выучиться на офицера полиции. Неквалифицированный и грубый, Джордж постоянно насмехается над своими коллегами по патрульному спецназу и Тедом Буковски (полицейским представителем, которому поручено работать патрульным в качестве наказания за роман с женой начальника полиции). Во время дежурства Джордж подсыпает в кофе Теда дозу снотворного, в результате чего последний отстраняется от работы.
После того, как Джордж был ранен писателем-самоубийцей, его жизнь начинает улучшаться. Он пресекает деятельность бандитского предприятия, организованного в китайской химчистке (им руководит Джонс), завоёвывает уважение со стороны своих коллег-офицеров, а также восстанавливает связь с Майей и убивает Кейна (в целях самообороны) во время неудавшейся засады в его квартире. Однако его радость была недолгой: Джонс передаёт патрульным компрометирующие сведения о некомпетентности Джорджа, и что он скоро возьмёт район на себя.
Джордж не прекращает выслеживать Джонса и ищет Теда, который ранее был временно отстранён от должности, за помощью. Они попадают в перестрелку на крыше с головорезами Джонса, и в конечном итоге, на их сторону переходит остальная часть полицейского подразделения. Джордж загоняет Джонса в самый нижний уровень гаража и смертельно стреляет в него в целях самозащиты.
После всего этого Джордж женится на Майе и становится гордым отцом девочки по имени Сара. По предложению Майи он сдал экзамен в средней школе, что позволило ему продолжить работу в качестве офицера. Он также взял кредит для расширения района своего брата.

## В ролях
| Актёр              | Роль                           |
| ------------------ | ------------------------------ |
| Кристиан Слейтер   | Джордж Каффс.                  |
| Милла Йовович      | Майя Карлтон                   |
| Рик Роман Во       | Бандит (как Рик Во)            |
| Стиви Холидэй      | Бандит                         |
| Чад Рэндал         | Бандит                         |
| Кларк Колеман      | Бандит                         |
| Леон Риппи         | Кейн                           |
| Крейг Бентон       | Владелец магазина краски       |
| Эшли Джадд         | Жена владельца магазина краски |
| Брюс Бокслейтнер   | Брэд Каффс                     |
| Джошуа Кадман      | Билл Доннели                   |
| Мэри Эллен Трейнор | Никки Ален                     |
| Аки Алеонг         | Мистер Чанг                    |
| Генри Сендерс      | Владелец здания                |
| Дом Магвили        | Владелец ресторана             |
| Тони Голдуин       | Тед Буковски                   |
| Джули Стрэйн       | девушка Кэна                   |

## Показ
Фильм был выпущен в США 10 января 1992 года. Он вышел на пятое место и собрал $5,7 млн в прокате в первые выходные. Итоговая сумма в США составила 21,1 млн. долларов. «Каффс» продолжил 18-месячный «период застоя на Universal Pictures», во время которого им так и не удалось выпустить ни одного хита. Постер фильма, на котором Слейтер улыбается и держит пистолет, сравнивался с плакатом к фильму 
«Авторитет».
Региональная рейтинговая комиссия Далласа заменила изначально присвоенный ленте рейтинг MPAA на рейтинг R из-за присутствия в нём сцен насилия. На видеокассетах фильм был выпущен в США в июне 1992 года.

## Восприятие
На сайте-агрегаторе Rotten Tomatoes 28% из 18 опрошенных критиков дали фильму положительную оценку; средний рейтинг составил 4,38 из 10. Рецензенты портала CinemaScore дали фильму средний балл B+ по шкале от A+ до F.
Variety раскритиковал тональность фильма и сказал, что он очень напоминает кинокартины с участием Эдди Мерфи. Карин Джеймс из New York Times писала, что фильм подаёт себя как слишком серьёзный в тех частях, где он должен был по идее использовать юмор, и что он придётся по вкусу тинейджерам-поклонникам творчества Слейтера, а также любителям боевиков. Кевин Томас из Los Angeles Times писал, что сцены насилия мешают воспринимать данный фильм как комедийный. Дессон Хоу из «The Washington Post» писал: «This movie wasn't scripted. It was shoplifted». Лу Седроне из «The Baltimore Sun» назвал фильм «очень хорошим комедийным боевиком», который «подкрадывается» к зрителю незаметно за счёт своего юмора.
Гэри Томпсон из Philadelphia Daily News поставил картине 2,5 звезды из четырёх и написал, что абсурд фильма делает его «странно интересным», хотя он недостаточно интеллектуально написан, чтобы работать как единое целое. People признал ленту неоригинальной, которую тянет на себе один Слейтер TV Guide поставил 2 звезды из 4 и назвал «Каффса» одной из лучших ролей Слейтера на тот момент.

## Саундтрек
Оригинальный саундтрек был выпущен 6 июля 1992 года студией Stage&Screen. В нём представлены песни, в основном, авторства немецкого клавишника Харольда Фальтермайера, автора темы из фильма «Полицейский из Беверли-Хиллз». Альбом не попал в чарты Америки. Запись саундтрека не включала в себя главную тему фильма, песню под названием «Я не хочу жить без тебя» (I Don't Want To Live Without You), написанную американским музыкантом Грегом Триппом.